# Болгаро-палестинские отношения
Болгаро-палестинские отношения — это двусторонние дипломатические отношения между Болгарией и Палестиной. Дипломатические отношения были установлены в феврале 1973 года. Обе страны являются членами союза для Средиземноморья. Болгария признала Палестинскую декларацию о независимости, изданную Организацией освобождения Палестины.

## История
В марте 2018 года президент Болгарии Румен Радев посетил Рамаллу и встретился с президентом Палестины Махмудом Аббасом. Премьер-министр Болгарии Бойко Борисов совершил официальный визит в Палестину в июне 2018 года, где встретился со своим палестинским коллегой Рами Хамдаллой.